# Mezinárodní koloniální výstava 1931
Mezinárodní koloniální výstava (francouzsky: Exposition coloniale internationale) byla koloniální výstava s mezinárodní účastí věnovaná kolonialismu, která se uskutečnila v Paříži. Výstava představovala francouzskou koloniální říši a její bohatství. Byla otevřena 6. května 1931 v Bois de Vincennes v jihovýchodní části Paříže na ploše 100 ha a trvala šest měsíců. Výstavu navštívilo 33 miliónů návštěvníků z celého světa.
Francouzská vláda převezla lidi z kolonií do Paříže, aby zde předvedli svá umění a řemesla a tradiční architekturu obydlí i chrámů. Výstavy se zúčastnily i jiné státy jako Belgie, Dánsko, Nizozemsko, Itálie, Japonsko, Portugalsko, Velká Británie a Spojené státy americké. Pavilony jednotlivých kolonií většinou představovaly kopie významných chrámů. Součástí výstavy byla i např. senegalská vesnice nebo zoologická zahrada.

## Účel výstavy
Francie doufala, že výstavou získá její koloniální říše pozitivní obraz o oboustranné kulturní výměně mezi Francií a zámořím. Výstava vyzdvihla roli domorodých kultur v koloniích a zdůrazňovala pozitivní vliv při šíření francouzského jazyka a kultury. Koloniální výstava poskytla fórum pro diskusi o kolonialismu všeobecně a zejména o francouzských koloniích. Francouzští odborníci zveřejnili během šestiměsíční akce více než 3.000 článků a zorganizovali přes 100 konferencí.
V Paříži vznikl trh pro exotické kuchyně cizích zemí, zejména ze severní Afriky a Vietnamu. O koloniích bylo natočeno několik filmů. Bylo otevřeno stálé Koloniální muzeum (v roce 1960 přejmenováno na Musée des Arts Africains et Océaniens a od roku 2003 již nepoužívané jako muzeum). Výstava měla podpořit i rozvoj koloniálního obchodu.

## Protesty proti výstavě
U levicově zaměřených osobností se výstava setkala s nesouhlasem. Surrealisté protestovali pamfletem proti koloniální výstavě, odsoudili masakry v koloniích. Komunistická strana zorganizovala reciproční výstavu pod názvem Pravda o koloniích, na které mimo jiné Albert Londres a André Gide kriticky představili život v koloniích, např. nucené práce.

## Architektura pavilonů

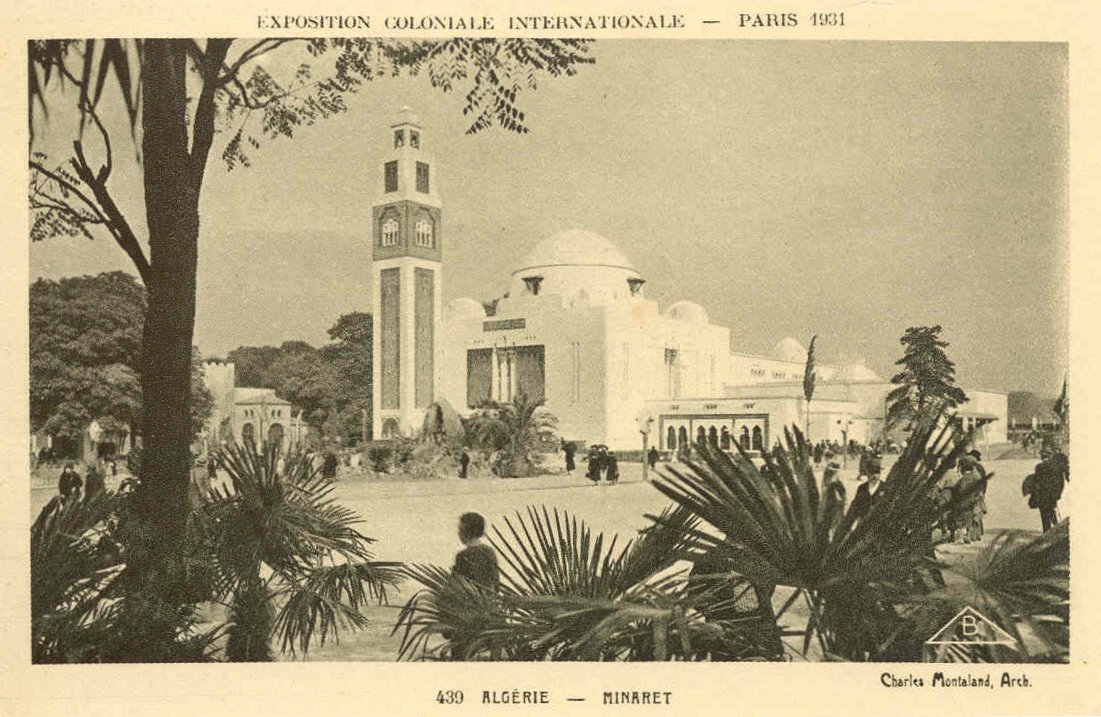
Alžírský pavilon
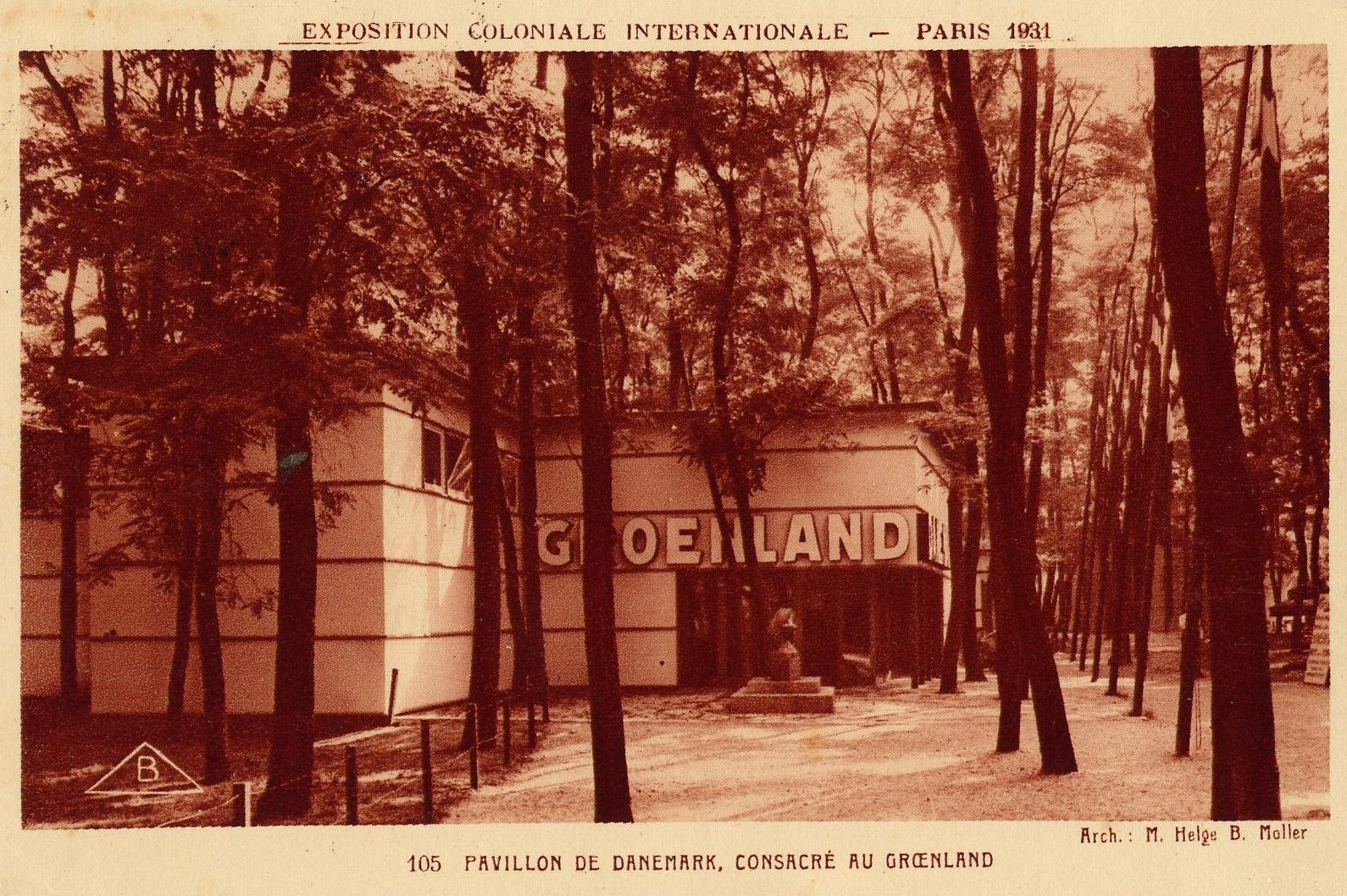
Dánský pavilon
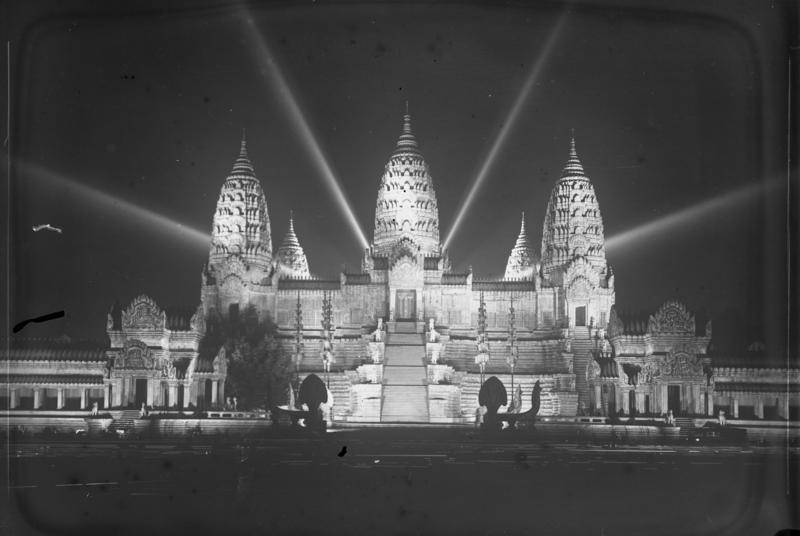
Indický pavilon
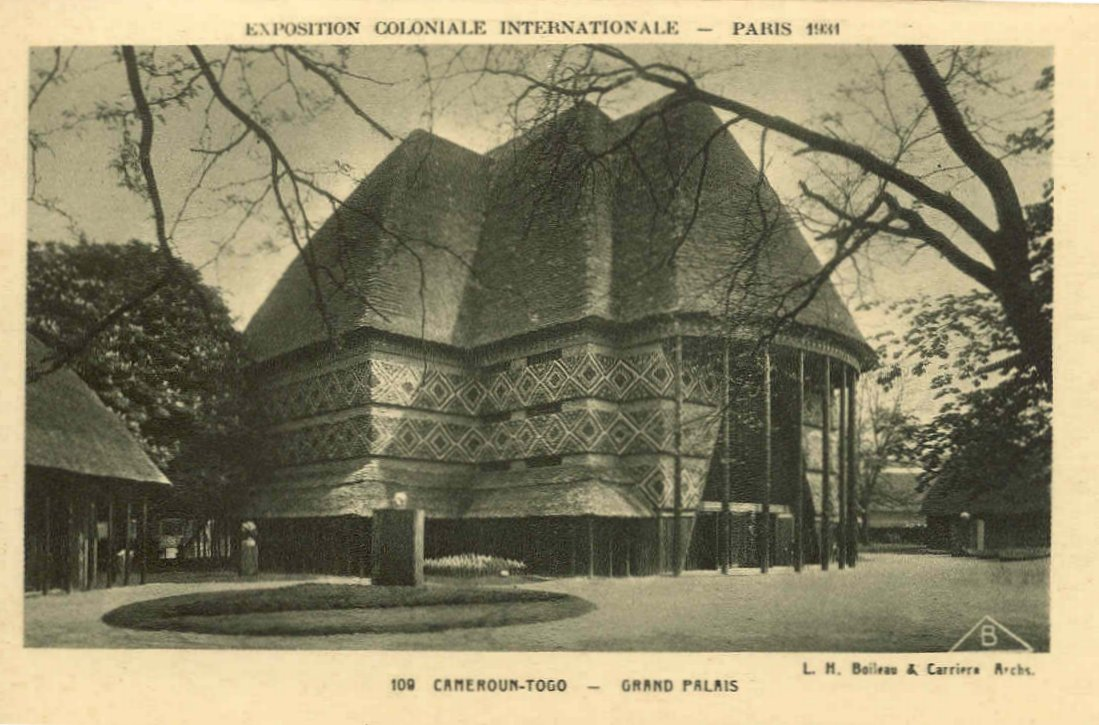
Kamerunský pavilon
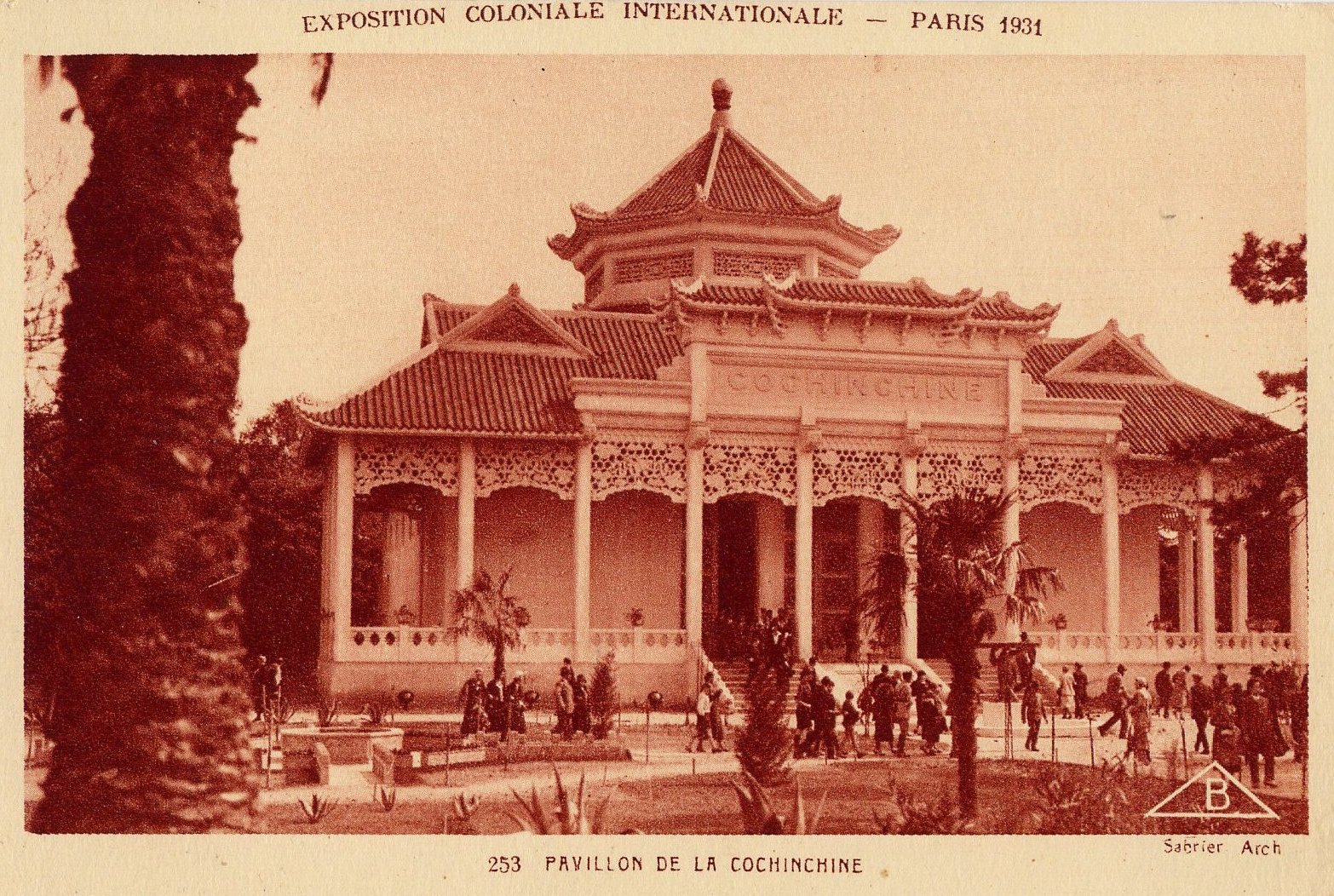
Kočinčínský pavilon
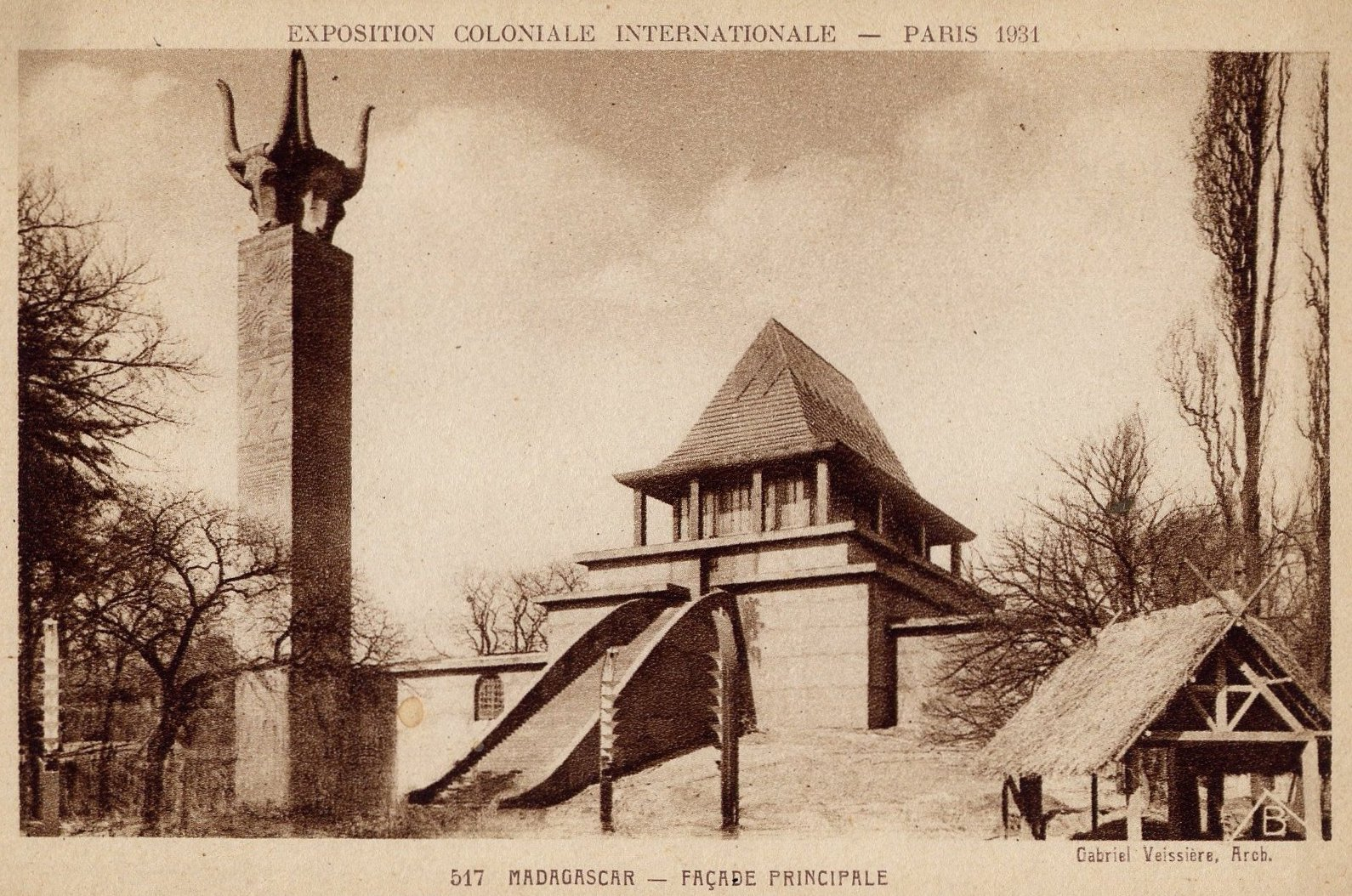
Madagaskarský pavilon
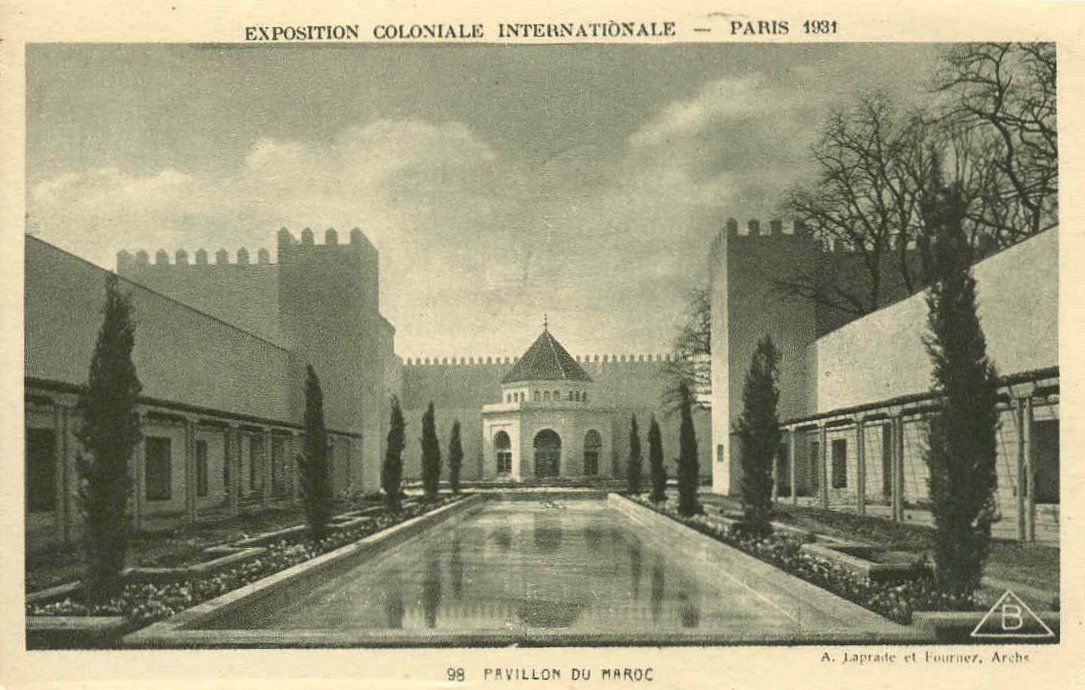
Marocký pavilon
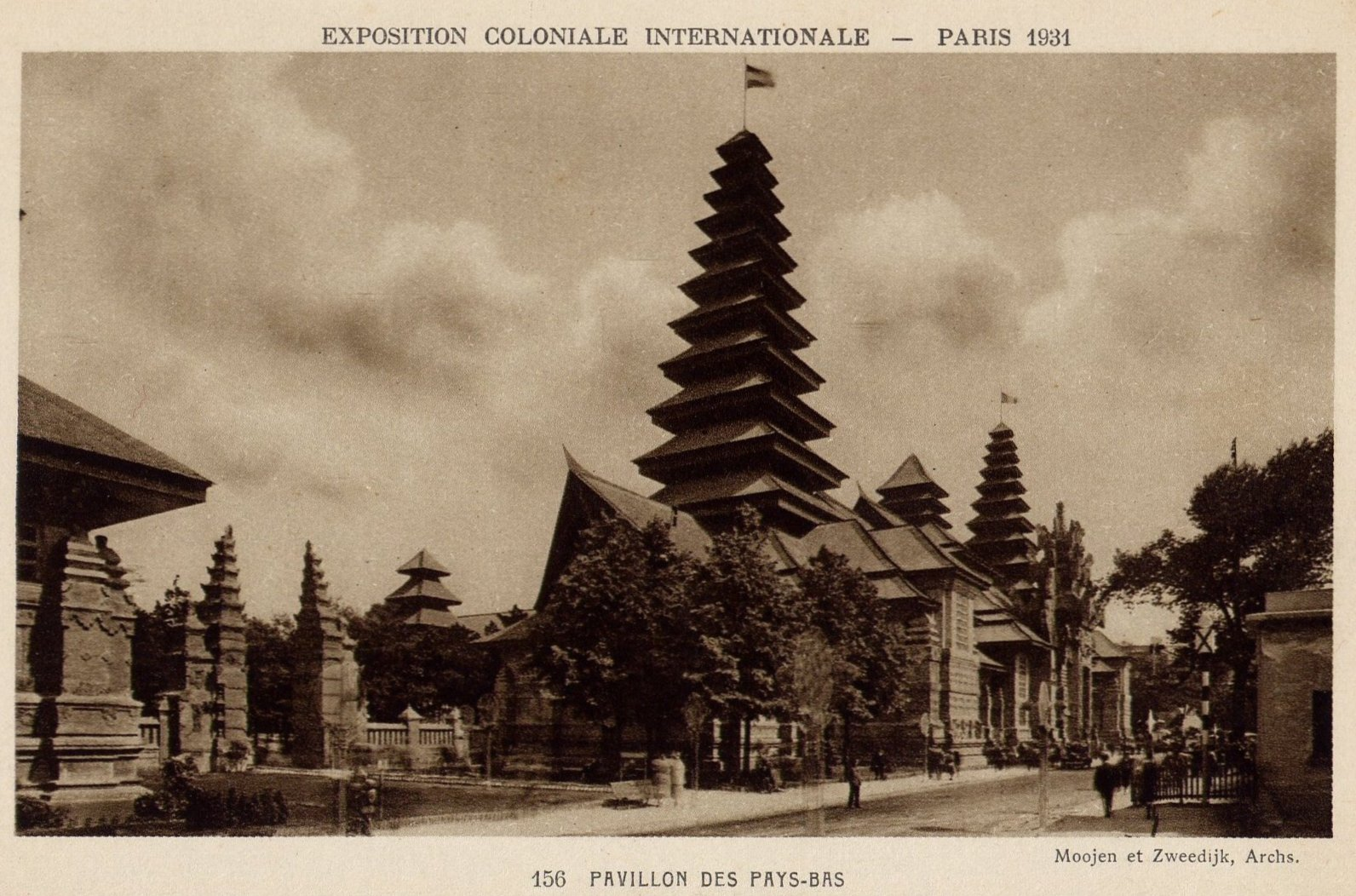
Nizozemský pavilon
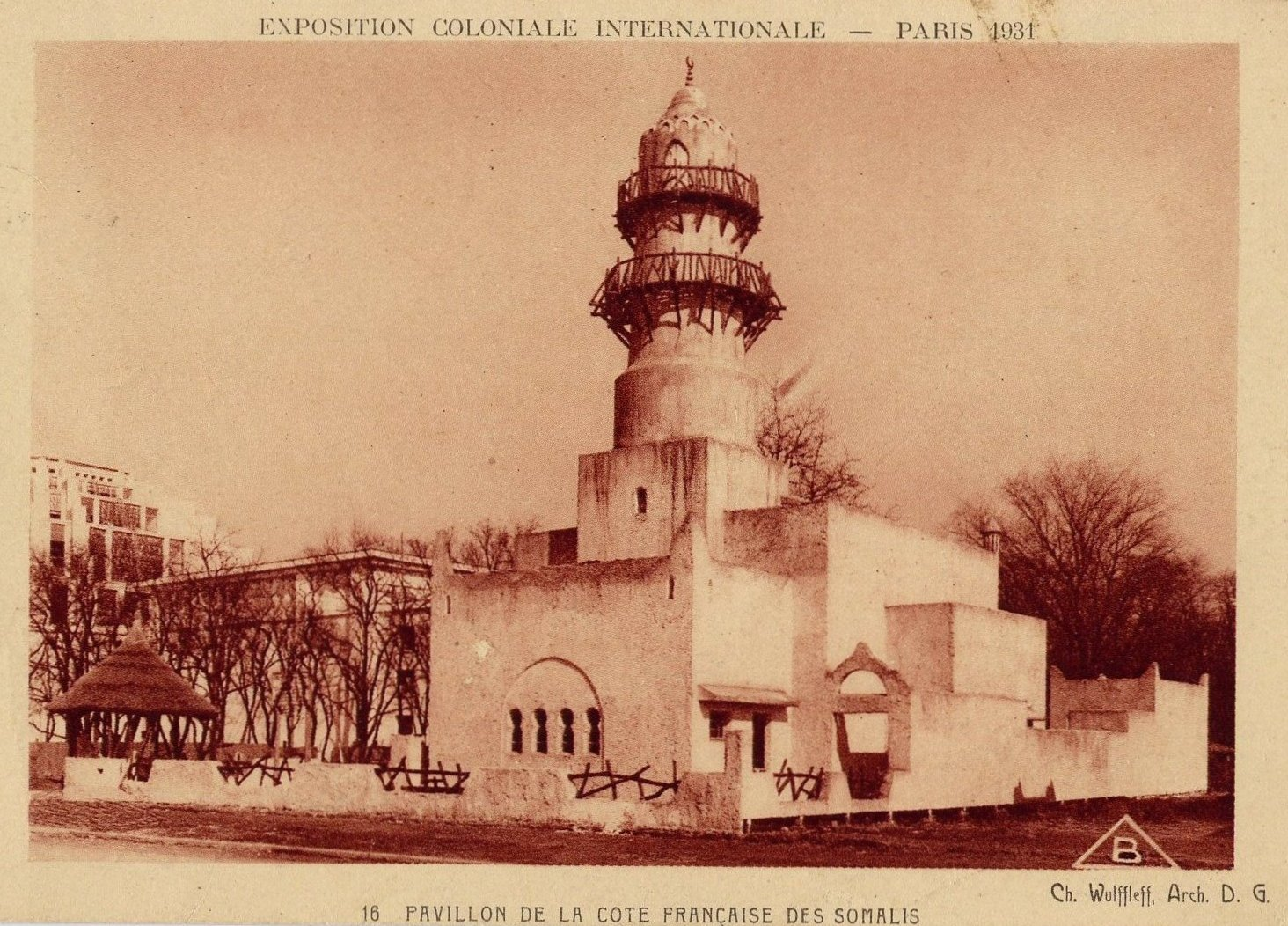
Somálský pavilon
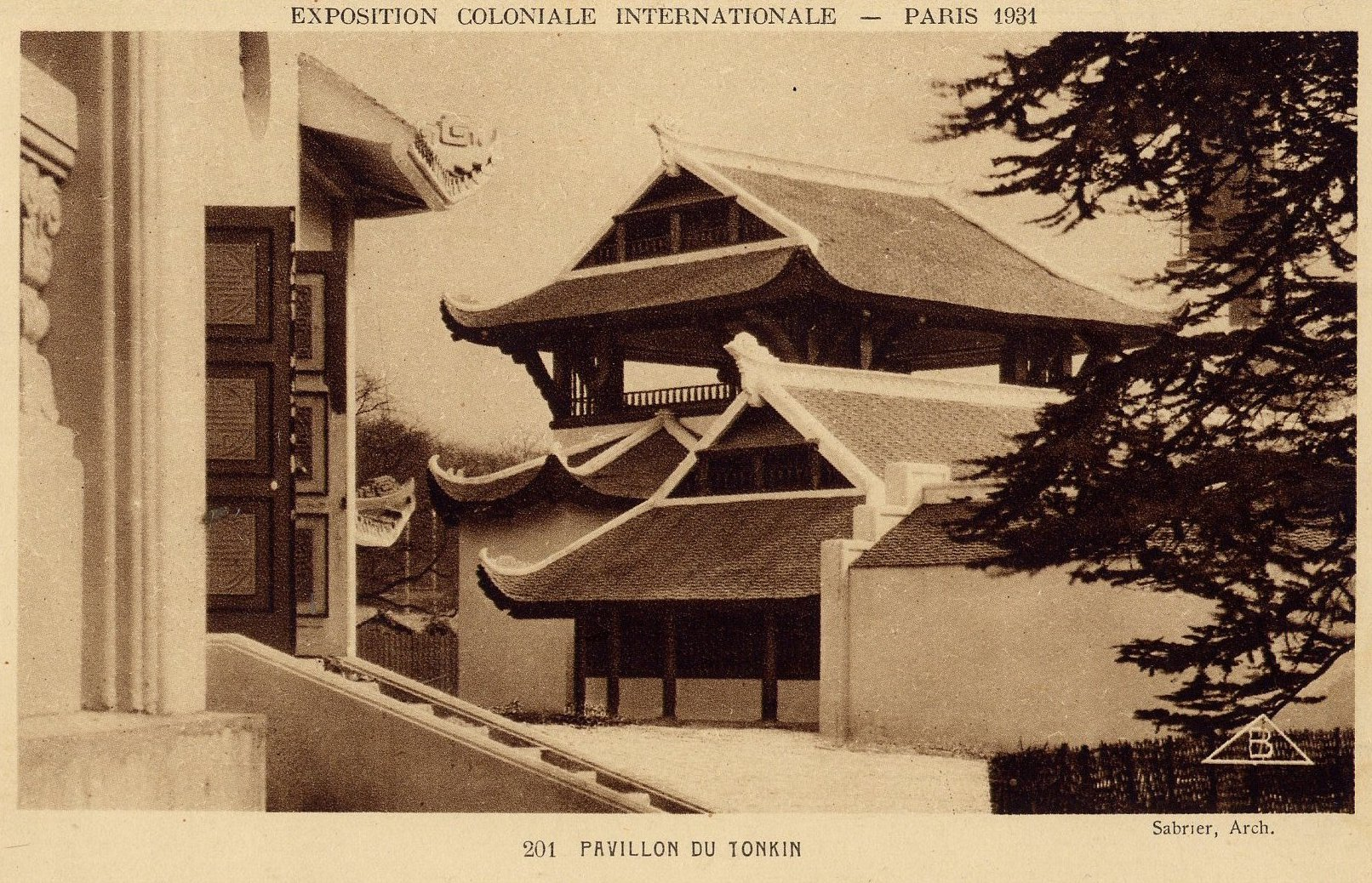
Tonkinský pavilon